# 뉴 폴리틱스
뉴 폴리틱스(New Politics)는 덴마크 코펜하겐에서 결성된 록 밴드이다.